# Movimiento Democrático Nicaragüense
El Movimiento Democrático Nicaragüense (MDN) es un partido político de Nicaragua, de centroizquierda, de ideología socialdemócrata. 
Fue fundado en 1978 por Alfonso Robelo y Fabio Gadea Mantilla como partido opositor a la familia Somoza y su Partido Liberal Nacionalista (PLN), contribuyendo a su derrocamiento en 1979; fue el primer partido de los contras y se opuso al Frente Sandinista de Liberación Nacional (FSLN). Fue uno de los 14 partidos de la coalición electoral Unión Nacional Opositora (UNO), que ganó las elecciones del 25 de febrero de 1990 con el 54% de los votos, llevando al poder a doña Violeta Chamorro.
En 1996 formó la Alianza UNO-96 junto con el Movimiento de Acción Conservadora (MAC) y el Partido Nacional Demócrata (PND), llevando como candidato a la presidencia a Alfredo César Aguirre. A partir del 2001 ha estado en alianza con el Partido Liberal Constitucionalista (PLC) y en las elecciones municipales del 9 de noviembre de 2008 formó parte de la Alianza PLC. 